# Романс для кларнета
Романс для корнета (чеш. Romance pro křídlovku) — чёрно-белый художественный фильм чешского режиссёра Отакара Вавры.
Экранизация одноимённой поэмы Франтишека Грубина.
Премьера фильма состоялась в 3 марта 1967 года. Фильм — участник V Московского международного кинофестиваля 1967 года, где получил специальный серебряный приз.

## Сюжет
Мелодрама, наполненная ностальгией по ярким чувствам, является экранизацией лиричной поэмы, написанной режиссёром Ваврой. Главный герой — юный, романтически настроенный студент, который, позабыв о городских развлечениях, приезжает в деревню к своему умирающему деду. На фоне живописных пасторальных пейзажей юношу ожидают незабываемые эротические переживания.

## В ролях
- Яромир Ганзлик — Войта в молодости (дубляж — Игорь Ясулович)
- Юлиус Вашек — Войта (дубляж — Игорь Ясулович)
- Зузана Циганова — Терана (дубляж — Ольга Красина)
- Мириам Канторкова — Тонка (дубляж — Галина Фролова)
- Штефан Квиетик — Виктор, владелец тира (дубляж — Владислав Ковальков)
- Ярослав Розсивал — отец Войты, железнодорожник
- Януш Страхоцкий — дедушка (дубляж — Владимир Емельянов)
- Вацлав Швец — могильщик
- Карел Роден (старший) — похоронный агент
- Мария Стампахова — тётя Войты
- Эмануэль Коваржик — сельский житель
- Владимир Навратил — сельский житель
- Владимир Линка — сельский житель
- Ярослав Кладрубский — сельский житель
- Ярослав Хейдук — похоронный агент
- Иржи Штанцл — отец Терины
- Вера Црхакова — мать Терины

## Съёмочная группа
- Режиссёр: Отакар Вавра
- Сценаристы: Франтишек Грубин, 
Отакар Вавра
- Оператор: Андрей Барла
- Второй оператор: Йиржи Штёр
- Композитор: Иржи Срнка
- Звукооператор: Франтишек Странгмюллер
- Художник: Карел Сквор, Эстер Крумбахова
- Монтажёр: Антонин Зеленка
- Грим: Рудольф Хаммер
- Директор: Драгомира Виханова